# Карл Єстраб
Карл Єстраб (нім. Karl Jestrab; 12 січня 1907 — 31 січня 1980) — австрійський футболіст, який виграв чемпіонський титул у складі віденського «Рапіда» та зіграв один матч за національну збірну в 1935 році.

## Клубна кар'єра
Карл Єстраб розпочав свою кар'єру в «Фенікс XII» і перейшов до «Ваккера» у 1925 році, де він вперше зіграв в чемпіонаті восени того ж року і швидко в основі півзахисту разом з Леопольдом Решем і Теодором Брінеком. У 1920-х роках «Ваккер» був середняком чемпіонату. Коли захисник клубу Франц Думзер залишив команду в 1929 році, Єстраб перейшов у оборону, де й грав переважно проятом усієї подальшої кар'єри.
Наприкінці 1931 року гравець отримав пропозицію від швейцарського клубу першого дивізіону «Серветт» і переїхав до західної Швейцарії. Однак у команді австрійського тренера Карла Раппана Єстраба використовували на незнайомій позиції нападника разом із Ігнацом Таксом, тому через шість місяців він покинув клуб і повернувся до Відня.
Приєднався до «Рапіда», де одразу став основним гравцем і грав в захисті то з Леопольдом Цейкою, то з Людвігом Таушеком. Після двох поспіль других місць і поразки у фіналі Кубка 1934 року, «Рапід» нарешті виграв чемпіонський титул у сезоні 1934-35. Єстраб грав у клубі до середини 1937 року, а потім перейшов до команди другого дивізіону «Штрассенбан» (Відень).
Новий клуб Карла зробив кілька зіркових поповнень, включаючи Франца Ердля, Йозефа Гассманна та Йоганна Луефа, але вийти до вищого дивізіону не зміг. В сезоні 1940-41 Єстраб зіграв кілька матчів в клубі «Лінцер», але незабаром повернувся до «Штрассенбан». У 1941 році виграв з командою чемпіонат Відня, фактично Клас B, але потім клуб провалився в перехідному плей-офф. За винятком одного сезону в «Донау», Єстраб залишався з «трамваями» до 1950 року. Завершив свою кар'єру в клубі «Вінерберг». Також є згадка, що Єстраб в сезоні 1951-52 зіграв один матч за свій перший професійний клуб «Ваккер». Похований у Мейдлінгер Фрідгофі.

## Кар'єра в збірній
У 1927 році Карл Єстраб грав за збірну Австрія-B проти Угорщини, Також провів п'ять ігор за збірну Відня, яка була фактично тією ж збірною Австрії, тільки з більш розширеним списком гравців.
У національній збірній Австрії дебютував за досить курйозних обставин. Фактично цей матч йому був зарахований заднім числом. В травні 1935 року Австрія-B з Єстрабом і його напарником по клубу Таушеком зіграла проти Польщі, а Австрія-A того ж дня зіграла з Угорщиною. Пізніше Австрійська федерація оголосила обидві гри офіційними, тому Єстраб фігурує в сьогоднішній статистиці як гравець національної збірної.

## Титули і досягнення
- Чемпіон Австрії (1):

«Рапід» (Відень): 1934-1935
- Фіналіст Кубка Австрії (1):

«Рапід» (Відень):  1933-1934